# Мачевање на Летњим олимпијским играма 1896 — флорет за професионалне тренере мушкарце
Флорет за професионалне тренере је била једна од три дисциплине у програму Олимпијских игара 1896. у мачевању. За разлику од других спортова (у којима је дозвољено да на Олимпијским играма учествују само аматери), овде је дозвољено да се ван служеног програма одржи и такмичење за профеционалне тренере. Такмичење је одржано 7. априла. у којем је одржан само један меч између Леонидас Пиргоса из Грчке и Жан Мориса Перонеа из Француске. Пиргос је меч са 3 : 1 и тако постао први грчки спортиста који је освојио златну медаљу на модерним Олипијским играма.

## Резултати
| Меч | Победник              | Туш   | Поражени                   |
| --- | --------------------- | ----- | -------------------------- |
| 1   | Леонидас Пиргос Грчка | 3 : 1 | Жан Морис Пероне Француска |